# آماتور (فیلم ۱۹۸۱)
«آماتور» (انگلیسی: The Amateur) فیلمی در ژانر تریلر سیاسی به کارگردانی چارلز جروت است که در سال ۱۹۸۱ منتشر شد. از بازیگران آن می‌توان به جان سوج و کریستوفر پلامر اشاره کرد.